# Rejon kamieński (1940—2020)
Rejon kamieński – były rejon obwodu wołyńskiego Ukrainy.
Został utworzony w 1940, jego powierzchnia wynosiła 1747 km², a ludność rejonu liczyła 63454 osób.
Na terenie rejonu znajdowały się jedna miejska rada i 31 silskich rad, obejmujących w sumie 64 miejscowości. Siedzibą władz rejonowych był Kamień Koszyrski.

## Miejscowości rejonu kamieńskiego
- Aleksandria (Олександрія)
- Aleksiejówka (Олексіївка)
- Borki (Добре)
- Borowno (Боровне)
- Bronica (Брониця)
- Buzaki (Бузаки)
- Chocieszów (Хотешів)
- Czorcze (Черче)
- Farynki (Фаринки)
- Helenin (Оленине)
- Hołoby Małe (Малі Голоби)
- Horodok (Городок)
- Huta Borowieńska (Гута-Боровенська)
- Huta Kamieńska (Гута-Камінська)
- Jajno (Піщане)
- Jałowack (Яловацьк)
- Janomyśl (Іваномисль)
- Kaczyn (Качин)
- Kamień Koszyrski (Камінь-Каширський)
- Karasin (Карасин)
- Karpiłówka (Карпилівка)
- Kletyck (Клітицьк)
- Kotusz (Котуш)
- Kozioł (Дубровиця)
- Krymno (Кримне)
- Liczyny (Личини)
- Mielniki Mostyskie (Мельники-Мостище)
- Mostyszcze (Мостище)
- Nowe Czerwiszcze (Нові Червища)
- Nujno (Нуйно)
- Obzyr Mały (Малий Обзир)
- Obzyr Wielki (Великий Обзир)
- Olble Lackie (Осівці)
- Olble Ruskie (Грудки)
- Olszany (Ольшани)
- Ostrówek (Острівок)
- Pniewno (Пнівне)
- Podborocze (Підбороччя)
- Podcyrie (Підцир'я)
- Podrzecze (Підріччя)
- Police (Полиці)
- Radoszynka (Радошинка)
- Rakowy Las (Раків Ліс)
- Rudka (Рудка-Червинська)
- Sosnówka (Соснівка)
- Soszyczno (Сошичне)
- Stanisławówka (Краснилівка)
- Stare Czerwiszcze (Старі Червища)
- Stobychówka (Стобихівка)
- Stobychwa (Стобихва)
- Teklin (Теклине)
- Toboły (Тоболи)
- Werchy (Верхи)
- Wojehoszcze (Воєгоща)
- Worokomle (Ворокомле)
- Wólka (Волиця)
- Wólka Kaczyńska (Ставище)
- Wyderta (Видерта)
- Wydrycze (Видричі)
- Wynimek (Винімок)
- Zabrodzie (Житнівка)
- Zalesie (Залісся)
- Załazie (Залазько)
- Zaprudzie (Запруддя)
- Zarzeckie (Надрічне)